# Материнство (Доктор Хаус)
«Материнство» (англ. Maternity)  — четверта серія першого сезону американського телесеріалу «Доктор Хаус». Прем'єра епізоду проходила на каналі FOX 7 грудня 2004. Доктор Хаус і його команда має врятувати новонароджених дітей від смерті і запобігти епідемії.

## Сюжет
Батьки новонародженої Максін кличуть в палату лікаря через те, що дитина пускає багато слини. Лікар не впевнений що це серйозно, але на всякий випадок забирає Максі на обстеження. У коридорі Хаус чує про цю історію, але не вірить в діагноз лікаря (непрохідність кишки). Хаус підозрює, що проблема набагато серйозніша. Невдовзі з'являється ще одна дитина з такими ж симптомами. Хаус починає думати, що це внутрішньолікарняна епідемія і просить у Кадді оголосити карантин. Проте вона не вважає, що дві дитини — це епідемія. Хаус і його команда починає перевірку пологового відділення. Вони знаходять ще одне новонароджене дитя з гарячкою. Через деякий час виявляють ще одне хворе дитя. Тепер Кадді розуміє складну ситуацію і ізолює пологове відділення.
Через понижений тиск і гарячку діти можуть померти за день. Хаус, Форман, Чейз і Кемерон збираються у себе в кабінеті, щоб обговорити ситуацію. Лікарі припускають бактеріальну інфекцію, проте аналізи нічого не дають. У дітей почали відмовляти нирки. Потрібно швидко щось робити. Хаус має лише одну ідею, але вона дуже небезпечна. Через безвихідь лікарі починають діяти. Двом дітям дають ліки від однієї інфекції, а іншим двом від іншої, тобто ділять на дві групи. Якщо дитина з однієї групи помре, то принаймні один діагноз виявиться вірним і інших дітей врятують. У дитини, яку лікували азтреоном зупиняється серце. Чейз, Форман і Кемерон намагаються врятувати її, але хвороба взяла гору. Хаус наказує перевести всіх інших дітей на ванкоміцин і примушує Кемерон, яка остовпіла від смерті дитини, розповісти про цей випадок батькам немовляти. Щоб проконтролювати ситуацію він посилає з нею Вілсона. Наближаючись до матері Елісон не могла розказати таку новину, вона мовчки стояла. Вілсон заступився за неї і сам повідомив матір про смерть її дитини.
Чейз повідомляє, що ванкоміцин не допомагає так, як Максін стало гірше. У Хауса не має жодної ідеї як допомогти дітям. Він наважується зробити розтин померлої дитини і виявляє, що інфекція зачіпає серця немовлят. Потрібно перевірити кожну дитину аналізами. Форман запевняє, що у дітей крові вистачить лише на 5-6 аналізів, а хвороб тисячі, тому команда виключає деякі групи інфекцій і зупиняється на 8-х хворобах. У всіх немовлят позитивний аналіз на еховірус 11, цитомегаловіруси і парвовірус В19. Також аналізи взяли у всіх здорових дітей. У деяких з них виявили еховірус і цитомегаловіруси. Хаус розуміє, що у немовлят все ще є кров і імунітет матері і тому дає розпорядження зробити аналізи і матерям. Більшість мала еховірус 11. Почалось лікування.
Ввечері Хаус розпитує Кемерон про її дії під час смерті дитини. Він каже їй «Ти або взагалі ще не бачила смертей, або бачила їх багато». Хаус вважає, що вона втратила дитину. Через те, що Хаус зачепив її за болюче місце вона грубо відповідає йому і виходить з кімнати. (Через декілька серій глядачі зрозуміють справжню трагедію в житті доктора Кемерон)
У кінці серії Хаус помічає стареньку жінку, яка має нежить і кашель. Він розуміє, що вона — джерело вірусу. Ця жінка продає м'які іграшки для дітей. Скоріш за все вона витерла руку, на яку недавно чхала або кашляла, об ведмедика, яких батьки купували для своїх маленьких діток. Через контакт ведмедика з новонародженою дитиною і її мамою інфекція швидко розповсюдилась по організму.